# Thysanococcus pandani
Thysanococcus pandani är en insektsart som beskrevs av Stickney 1934. Thysanococcus pandani ingår i släktet Thysanococcus och familjen Halimococcidae. Inga underarter finns listade i Catalogue of Life.

## Bildgalleri

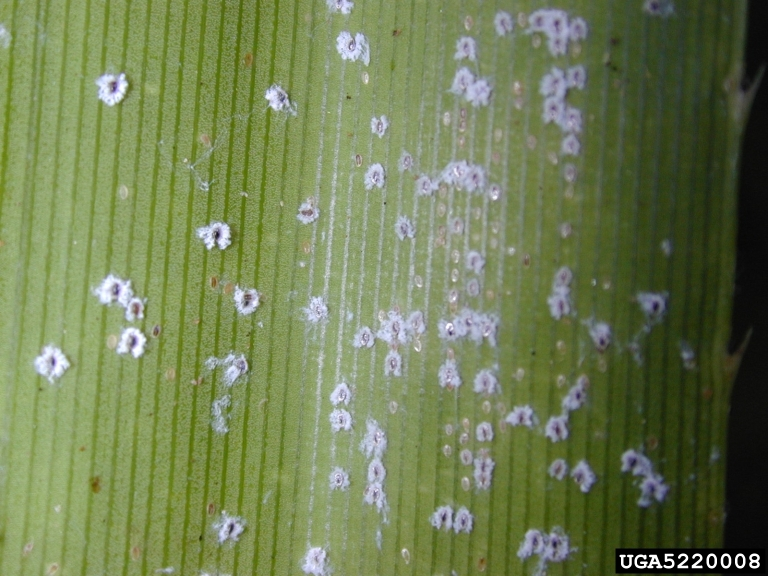